# Улянівська сільська рада (Житомирський район)
Улянівська сільська рада — колишня адміністративно-територіальна одиниця та орган місцевого самоврядування у Троянівському, Довбишському, Житомирському районах та Житомирській міській раді Волинської округи, Київської та Житомирської областей УРСР з адміністративним центром у с. Улянівка.

## Населені пункти
Сільській раді на момент ліквідації були підпорядковані населені пункти:
- с. Улянівка.

## Населення
Кількість населення ради, станом на 1923 рік, становила 2 206 осіб, кількість дворів — 356.
Станом на 1927 рік, кількість населення сільської ради складала 1 380 осіб, з них 1 075 (77.3 %) — особи польської національності. Кількість селянських господарств — 267.
Кількість населення ради, станом на 1931 рік, становила 1 522 особи.

## Історія та адміністративний устрій
Утворена 1923 року в складі сіл Спірна Дібрівка, Улянівка, Шиєцька Буда та колонії Генрихівка Троянівської волості Житомирського повіту. 7 березня 1923 року увійшла до складу новоствореного Троянівського району. 1 вересня 1925 року сільська рада увійшла до складу новоутвореного Довбишського району, с. Шиєцька Буда було передане до складу новоствореної Шиєцько-Будської сільської ради цього ж району. 17 жовтня 1935 року, в зв'язку з ліквідацією Мархлевського (Довбишського) району, увійшла до складу Житомирської міської ради. 14 травня 1939 року сільраду включено до складу новоствореного Житомирського району.
Станом на 1 вересня 1946 року сільська рада входила до складу Житомирського району Житомирської області, на обліку в раді перебувало с. Улянівка, с. Спірна Дібрівка та х. Генрихівка зняті з обліку населених пунктів.
12 травня 1958 року сільську раду ліквідовано, територію та с. Улянівка включено до складу Буківської сільської ради Житомирського району.